# Genusaurus
Genusaurus là một chi khủng long, được Accarie Beaudoin Dejax Friès Michard & Taquet mô tả khoa học năm 1995.